# Csaba Dömötör
Csaba Dömötör (ur. 13 września 1982 w Budapeszcie) – węgierski polityk, poseł do Zgromadzenia Narodowego, sekretarz stanu, deputowany do Parlamentu Europejskiego X kadencji.

## Życiorys
W 2007 ukończył stosunki międzynarodowe na Uniwersytecie Korwina w Budapeszcie. Zaangażował się w działalność polityczną w ramach Fideszu. Pracował w delegacji tego ugrupowania w Europarlamencie. W latach 2011–2013 był przewodniczącym organizacji YEPP (młodzieżówki Europejskiej Partii Ludowej). W 2015 powołany na funkcję sekretarza stanu w kancelarii premiera. W 2018 i 2022 uzyskiwał mandat posła do Zgromadzenia Narodowego. We wrześniu 2024 objął natomiast mandat eurodeputowanego X kadencji, z którego zrezygnował Balázs Győrffy.